# Tianzhou 1
Tianzhou 1 foi a missão inaugural da espaçonave de carga não tripulada da classe Tianzhou. Ela foi desenvolvida como parte do programa espacial chinês tripulado. Tianzhou significa "navio celestial" em chinês. Em 20 de abril de 2017, a Tianzhou 1 foi lançada pelo foguete Longa Marcha 7 a partir do Centro de Lançamento Espacial de Wenchang. Ela acoplou com êxito no laboratório espacial Tiangong 2 em 22 de abril de 2017.

## Espaçonaves
Ela foi o primeiro modelo de voo da Tianzhou. É uma nave espacial chinesa de carga automatizada desenvolvida a partir da Tiangong 1 para reabastecer a sua futura estação espacial modular. 

## Missão
O objetivo desta missão foi testar a nave espacial Tianzhou e as suas capacidades. Também para demonstrar criticamente a transferência de propelente para a estação espacial chinesa, o último grande obstáculo para as expedições de longa duração.